# Барон Арундел из Уордура
Барон Арундел из Уордура (англ. Baron Arundel of Wardour) — дворянский титул в пэрстве Англии, существовавший в 1605—1944 годах. 

## История
Титул был создан в пэрстве Англии 4 мая 1605 года для Томас Арундел из замка Уордур в Уилтшире, происходившего из древнего англо-нормандского рода Арунделов. Ранее, в 1595 году он получил наследственный графский титул от императора Священной Римской империи Рудольфа II. 
После смерти в 1808 году Генри Арундела, 8-го барона Арундело из Уордура, оставившего только дочерей, титул перешёл к его двоюродному брату Джеймсу Эверарду Арунделу, женившемуся на старшей дочери предшественника.
После смерти в 1907 году бездетного Эверарда Арундел, 13-го барон Арундел из Уордура титул последовательно наследовали его троюродные братья Эдгар, 14-й барон Арундел из Уордура, и Джералд, 15-й барон Арундел из Уордура, потомки младшего брата 9-го барона. Последним носителем баронского титула стал Джон, 16-й барон Арундел из Уордура, единственный сын Джералда. Он не оставил детей, после его смерти в 1944 году не осталось потомков по мужской линии 1-го барона Арундела из Уордура, поэтому титул перешёл в состояние ожидания наследника.

## Список баронов Арундел из Уордура
- 1605—1639: Томас Арундел[англ.] (ок. 1560 — 7 ноября 1639), наследственный граф Священной Римской империи с 1595, 1-й барон Арундел из Уордура с 1605[1][6].
- 1639—1643: Томас Арундел[англ.] (ок. 1586 — 19 мая 1643), 2-й барон Арундел из Уордура с 1639, сын предыдущего[1][7].
- 1643—1694: Генри Арундел[англ.] (23 февраля 1608 — 28 декабря 1694), 3-й барон Арундел из Уордура с 1643, сын предыдущего[1][8].
- 1694—1712: Томас Арундел (1633 — 10 февраля 1712), 4-й барон Арундел из Уордура с 1694, сын предыдущего[1][9].
- 1712—1726: Генри Арундел (до 1676 — 20 апреля 1726), 5-й барон Арундел из Уордура с 1712, сын предыдущего[1][10].
- 1726—1746: Генри Арундел (4 октября 1694 — 30 июня 1746), 6-й барон Арундел из Уордура с 1726, сын предыдущего[1][11].
- 1746—1756: Генри Арундел (4 октября 1717 — 12 сентября 1756), 7-й барон Арундел из Уордура с 1746, сын предыдущего[1][12].
- 1756—1808: Генри Арундел[англ.] (31 марта 1740 — 4 декабря 1808), 8-й барон Арундел из Уордура с 1756, сын предыдущего[1][13].
- 1808—1817: Джеймс Эверард Арундел (4 марта 1763 — 14 июля 1817), 9-й барон Арундел из Уордура с 1808, двоюродный брат предыдущего[1][2].
- 1817—1834: Джеймс Арундел[англ.] (3 ноября 1785 — 21 июня 1834), 10-й барон Арундел из Уордура с 1817, сын предыдущего[1][14].
- 1834—1862: Генри Бенедикт Арундел (12 ноября 1804 — 19 октября 1862), 11-й барон Арундел из Уордура с 1834, брат предыдущего[1][15].
- 1862—1906: Джон Фрэнсис Арундел (28 декабря 1831 — 26 октября 1906), 12-й барон Арундел из Уордура с 1862, сын предыдущего[1][16].
- 1906—1907: Эверард Алоизиус Гонзага Арундел (6 сентября 1834 — 11 июля 1907), 13-й барон Арундел из Уордура с 1906, брат предыдущего[17].
- 1907—1921: Эдгар Клиффорд Арундел (20 декабря 1859 — 8 декабря 1921), 14-й барон Арундел из Уордура с 1907, троюродный брат предыдущего[3].
- 1921—1939: Джералд Артур Арундел (11 декабря 1861 — 30 марта 1939), 15-й барон Арундел из Уордура с 1921, брат предыдущего[4].
- 1939—1944: Джон Фрэнсис Арундел[англ.] (18 июня 1907 — 25 сентября 1944), 16-й барон Арундел из Уордура с 1939, сын предыдущего[5].